# Oshinopsychops oshinensis
Oshinopsychops oshinensis là một loài côn trùng trong họ Prohemerobiidae thuộc bộ Neuroptera. Loài này được Ponomarenko miêu tả năm 1984.